# Eisbohrkern

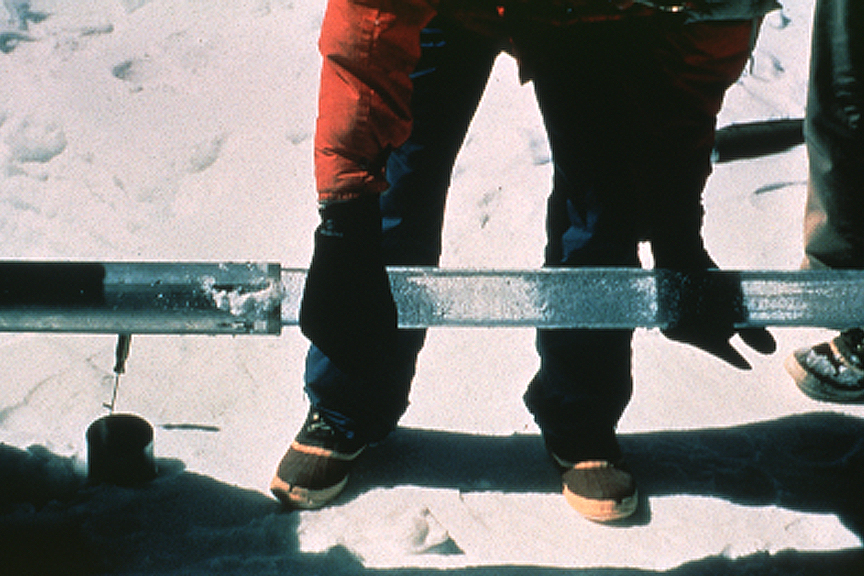
Der Eisbohrkern wird aus dem Hohlkernbohrer entnommen

Ein Eisbohrkern ist ein Bohrkern, der in der Regel durch eine Bohrung in einem Eisschild oder Gletscher (der Kryosphäre) gewonnen wurde. Eisbohrkerne sind wichtige Klimaarchive; durch ihre Analyse ist es möglich, Informationen über das Klima der Vergangenheit zu erhalten. Diese Art der Klimadatenerfassung ist eine sehr junge, aber zugleich eine der wichtigsten und genauesten Methoden, die heute bekannt sind.

## Entwicklung
Der erste Versuch, aus dem Innern eines Eisschildes eine Probe zu entnehmen, wurde vom deutschen Polarforscher Ernst Sorge unternommen. An der Station Eismitte in Zentralgrönland untersuchte er 1930/1931 das Eis in einer 15 m tiefen Grube.
Die ersten Eisbohrkerne gewannen rund 20 Jahre später drei verschiedene internationale Forscherteams: die Norwegisch-Britisch-Schwedische Antarktisexpedition an der Küste des Königin-Maud-Land in den Jahren 1949 bis 1952, das Juneau-Icefield-Forschungsprojekt in Alaska und die französischen Polarexpeditionen in Zentralgrönland. Diese Eisbohrkerne der frühen 50er Jahre waren etwa 100 m lang und erlaubten noch keine detaillierten Analysen.
Als eigentlichen Beginn der Forschung mittels Eisbohrkernen nennt der französische Klimatologe und Glaziologe Jean Jouzel das Internationale Geophysikalische Jahr 1957/1958. Eine Priorität der in diesem Jahr begründeten Kooperationen war die Gewinnung tiefer Kerne aus den polaren Eisschilden. Im Herbst 1960 begannen Arbeiten in Camp Century im Nordwesten Grönlands, die nach sechs Jahren den ersten ununterbrochenen Eisbohrkern bis auf den Felsboden in 1388 m Tiefe trieben. Das Bohrgerät wurde vom Cold Regions Research and Engineering Laboratory (CRREL) der U.S. Army bereitgestellt. Anschließend gelang es in der Westantarktis, mit demselben Gerät bis 1968 mit einem Bohrkern in der Nähe der Byrd-Station bis in 2164 m Tiefe vorzudringen.
In den frühen 1970er Jahren wurde das Greenland Ice Sheet Project (GISP) geboren, unter Leitung eines Teams der Universität Kopenhagen. Mit einem neu entwickelten Bohrer namens Istuk erreicht das Projekt in drei Feldkampagnen, 1979 – 1981, bei Dye 3  in 2038 m Tiefe anstehendes Gestein.
In der zentralen Ostantarktis begannen im April 1970 sowjetische Forscher nahe der Wostok-Station mit Bohrungen und erreichten im September des gleichen Jahres eine Tiefe von knapp 507 m. Dort wurde schließlich 1998 auch der 3623 m lange Vostok-Eiskern gewonnen, der 420.000 Jahre in die Vergangenheit zurückreicht. Im Februar 2012 stieß das Projekt in 3769 m Tiefe zum Wostoksee durch.
Ein französisches Team führte, nach ersten Bohrungen im ostantarktischen Adélieland, Ende der 1970er Jahre eine 905 m tiefe Bohrung an der Station Dome Concordia (Dome Charlie) in der zentralen Ostantarktis durch. Dieser Ort, auf einer Kuppe des Eisschildes, erlaubte eine einfachere Interpretation der gewonnenen Daten, denn die Akkumulation des Gletschereis erfolgt vertikal und weist kaum seitliche Fließbewegungen auf. Damit kann angenommen werden, dass eingelagertes Eis auch an diesem Ort entstanden ist. Die Australian National Antarctic Research Expeditions bohrten am Law Dome, im ostantarktischen Wilkesland, und am Dome Summit, wo sie 1993 das Gestein erreichten.
Die bei Camp Century und Dye 3 gewonnenen grönländischen Bohrkerne zeigten zwar eine Folge abrupter Klimaschwankungen, lieferten aber keine ausreichenden Informationen über das letzte Interglazial, die Eem-Warmzeit (vor 115.000–126.000 Jahren). Der dänische Paläoklimatologe Willi Dansgaard und sein US-amerikanischer Kollege Wallace Broecker initiierten daher zwei neue Bohrungen, die zeitgleich und unweit voneinander stattfinden sollten. Das europäische Greenland Ice Core Project (GRIP) fand in den Jahren 1990–1992 von der höchsten Stelle des Eisschildes aus statt und erreichte eine Tiefe von fast 3029 m, das 28 km westlich gelegene amerikanische Greenland Ice Shield Project 2 (GISP2, 1990–1993) endete bei 3054 m. Aufgrund von Faltungen des Eises über dem unebenen Felsboden erwiesen sich Schichten mit einem Alter von mehr als 105.000 Jahren in beiden Projekt als nicht verlässlich. Dies motivierte die europäische Tiefbohrung NGRIP (North Greenland Ice Core Project) etwa 200 km nördlich über ebenem Fels in den Jahren 1996–2003. Es gelang einen 3085 Meter langen Bohrkern zu gewinnen, der 123.000 Jahre zurückreicht, also bis in die Mitte der letzten Warmzeit vor der heutigen, der Eem-Warmzeit.
Um Informationen über das gesamte Eem zu erhalten, schloss sich das Projekt North Greenland Eemian ice drilling (NEEM, bis Juli 2010) weiter im Norden Richtung Camp Century an. In diesem Eis konnte eine Sequenz datiert werden, die 128.500 Jahre in die Vergangenheit reicht und damit auch teilweise den Wechsel vom vorletzten Glazial (→ Saale-Kaltzeit) zum Eem dokumentiert.
Lange Zeit galt als ältester Bohrkern der 2004 erborte Eiskern vom europäischen Project EPICA (European Project for Ice Coring in Antarctica). Das Eis in 3270,2 Metern Tiefe ist ca. 900.000 Jahre alt und enthält damit Informationen von mehr als acht Eiszeit-Zyklen. Das älteste erbohrte Eis mit einem Alter von 2,7 Millionen Jahren stammt aus einer horizontalen Bohrung von 2017 in Blaueis in den Allan Hills. Dort werden ältere Eisschichten nach oben getrieben, wenn sich das Eis über felsige Bergrücken schiebt. Der älteste kontinuierliche Bohrkern stammt aus dem europäischen Projekt „Beyond EPICA – Oldest Ice“. Anfang 2025 wurde bekannt gegeben, dass man in einer 2800 m tiefen Bohrung in den obersten 2480 m eine ungebrochene Aufzeichnung der letzten 1,2 Millionen Jahren fand.

## Landeisschilde

Längsschnitt eines Bohrkerns aus dem Grönländischen Eisschild

Von Jahr zu Jahr setzt sich eine neue Schicht Eis ab, eine so genannte Jahresschicht. Somit besteht ein solcher Landeisschild aus vielen übereinander liegenden Schichten Eis. Bohrungen werden dabei typischerweise am Scheitel eines Eisschilds durchgeführt, der sogenannten Eisscheide, wo überwiegend nur eine vertikale Bewegungen des Eises stattfindet, so dass Störungen durch seitliche Fließbewegungen vermieden werden.
Eisschilde befinden sich vor allem in der Antarktis und in Grönland. Einige haben eine Dicke von über 3000 m und sind mehrere hunderttausend Jahre alt. Allerdings werden auch Untersuchungen an den Gletschern der polaren und gemäßigten Klimazonen sowie in den Tropen durchgeführt, wie etwa am Kilimandscharo..

## Analysen
Je tiefer eine Jahresschicht im Eis liegt, desto älter und dünner ist sie, da das Gewicht der darüber liegenden Schichten sie zusammendrückt und zur Seite fließen lässt. Untersucht man diese einzelnen Schichten, kann man sehr genaue Informationen zu ganz bestimmten Jahren herausfinden, indem man die Schichten von oben abzählt. Die Dicke der einzelnen Jahresschichten gibt dabei Hinweise auf die jeweilige Niederschlagsmenge.
Hinweise auf Ereignisse werden sowohl im Hinblick auf den Zeitpunkt ihres Auftretens, wie auch auf eine gegebenenfalls vorhandene, zeitliche Periodizität hin untersucht. Eisbohrkerne werden immer verglichen, d. h., es wird geprüft, ob sich ein Ereignis in einem anderen, ggf. an ganz anderer Stelle gewonnenen Eisbohrkern, der Spuren aus derselben Zeit zeigt, wiederfinden lässt.
Analysen von Eisbohrkernen sind eine einzigartige Möglichkeit, Informationen über das Klima in Arktis und Antarktis in den vergangenen Jahrzehnten, Jahrhunderten, Jahrtausenden und noch weiter zurückliegenden Zeiträumen zu erlangen. Sie gelten als sehr wichtig für die Klimaforschung, speziell für die Erforschung des Klimawandels, der globalen Erwärmung und der Frage, welcher Anteil des Klimawandels anthropogen (menschengemacht) ist.
siehe auch: Folgen der globalen Erwärmung in der Arktis, Folgen der globalen Erwärmung in der Antarktis

### Gasanalysen
Das Eis enthält kleine Luftbläschen, die vor Jahrtausenden eingeschlossen wurden. Von Interesse sind Spurengase; ihr Anteil in der Luft ist weit unter 1 %. Untersucht werden die Konzentrationen von Kohlenstoffdioxid und Methan, da diese Treibhausgase das damalige Klima beeinflussten.
Die Analyse der Berylliumisotope und Kohlenstoffisotope lässt auf die damalige Sonnenaktivität schließen. Eine Temperaturanalyse geschieht unter anderem mit Hilfe des δ18O-Signals. Daneben wird auch das Verhältnis von 2H /1H (Deuterium/Wasserstoff) bestimmt, woraus sich zusätzliche Informationen über Verdunstungs- und Kondensationstemperaturen ergeben. So lässt sich aus Eisbohrkernen die Entstehungstemperatur des Niederschlags und damit die Lufttemperatur in den Polargebieten der Erde über annähernd eine Million Jahre rekonstruieren. Das Verhältnis von 3He zu 4He gibt Hinweise auf Änderungen der Ausrichtung des Erdmagnetfeldes. Durch die Analyse des eingeschlossenen 81Kr kann Eis datiert werden, das älter als 50.000 Jahre ist.

### Analyse eingeschlossener Feststoffe

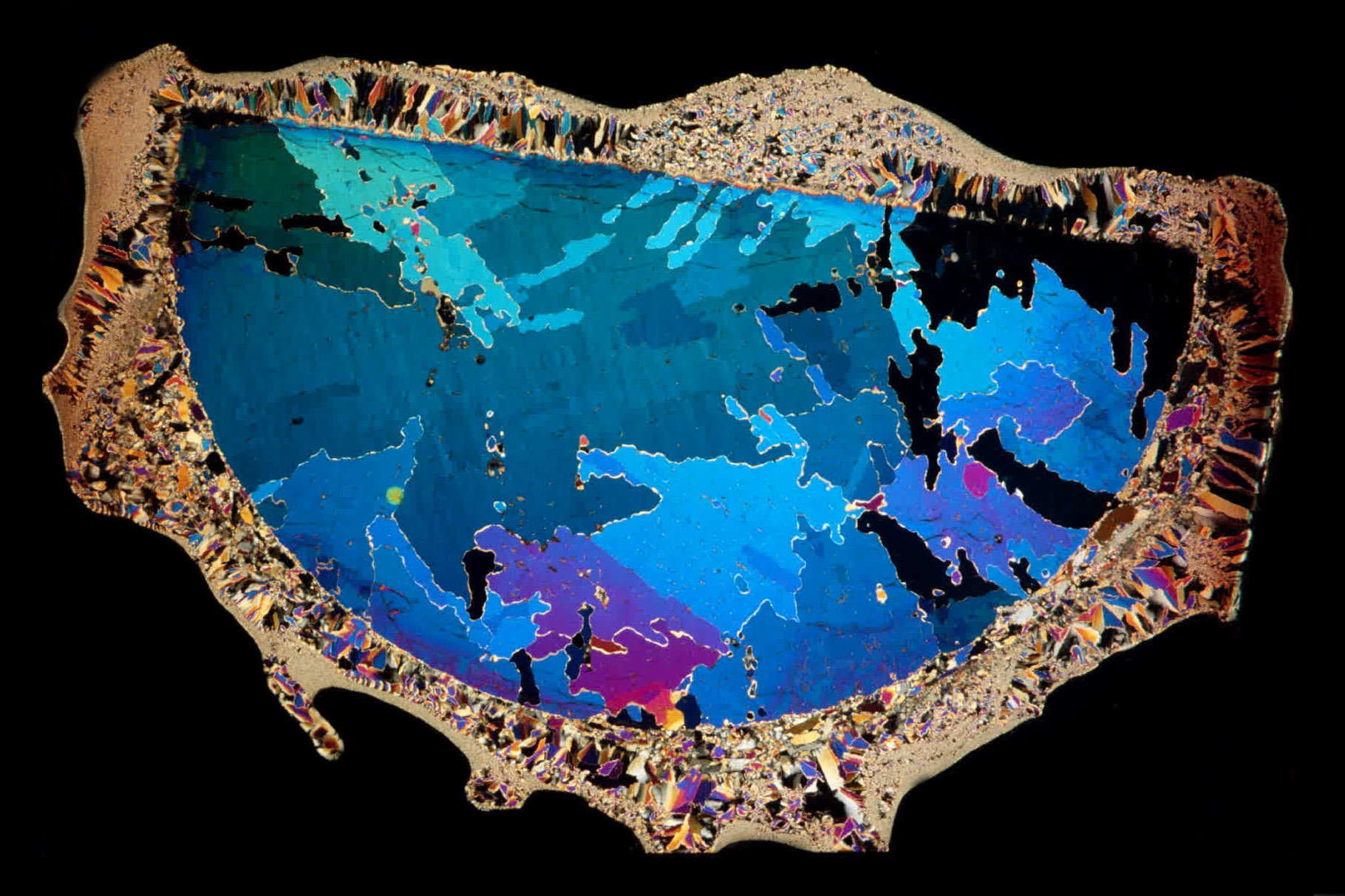
Aus Teilen eines Eisbohrkerns gefertigter Dünnschliff in polarisiertem Licht (Quelle: Alfred-Wegener-Institut)

Staubgehalt, Ionen- bzw. bestimmte Elementkonzentrationen lassen Rückschlüsse auf die atmosphärischen Zirkulation und die zur Entstehungszeit vorherrschenden mittleren Windstärken zu.
In Eisbohrkernen gefundene Staubschichten können von Vulkanausbrüchen herrühren, die bisweilen Klimaveränderungen angestoßen haben. Eine Datierung der Ausbrüche mit Hilfe von Eisbohrkernen ist erheblich genauer als die Radiokohlenstoffdatierung. Die Leitfähigkeit des Eises liefert Informationen über die Menge vulkanischer Ablagerungen vergangener Ausbrüche. Petrografisch wird Glas vulkanischen Ursprungs mit Elektronenmikroskopen und Sekundärionen-Massenspektrometern untersucht. Die spezifische Konzentration bestimmter Oxide und Spurenelemente kann anschließend mit Proben in Frage kommender Vulkanausbrüche verglichen und zugeordnet werden. Hierbei wird nicht nur mit einer zeitlichen Auflösung von Dekaden und Jahrhunderten untersucht, ob ein Vulkanausbruch klimarelevante Folgen hatte; es wird auch umgekehrt geprüft, ob die Auswirkungen einer Klimaveränderung – wie beispielsweise eine Entgletscherung – einen nachweisbaren Einfluss auf die vulkanische Aktivität hatte.
Daneben kann festgestellt werden, ob gefundene Staubkörnchen terrestrischen oder extraterrestrischen Ursprung haben und ggf. von Meteoriten- bzw. Mikrometeoriteneinschlägen stammen. Es werden Spuren von Iridium (Ir) und Osmium (Os) gesucht. Das Verhältnis von 187Os / 186Os entscheidet, ob die Partikel vulkanischen Ursprung haben oder einem Meteoriteneinschlag zuzuordnen sind. Stammen die Elemente aus der Erdkruste, ist dieses Verhältnis 400 zu 1, bei Meteoriten ist es 3 zu 1.
Andere Stoffe liefern Hinweise auf die Umweltgeschichte und den Einfluss des Menschen. In den grönlandischen Eislagen, die in dem Zeitraum 1100 v. Chr. – 800 n. Chr. datieren, finden sich zum Beispiel Schwermetalle wie Blei, die bei der Silbergewinnung in Europa und dem Mittelmeerraum eingesetzt wurden und mit Luftströmungen nach Norden transportiert und im Eisschild eingelagert wurden. Jahresgenau datierte Bleikonzentrationen korrespondieren eng mit der Wirtschaftsgeschichte der europäischen Antike, etwa Krisen des römischen Reiches oder dem Silbergehalt römischer Münzen. Im arktischen Meereis aus den Jahren 2014 und 2015 wurden pro Liter Eis zwischen 33 und 75.143 Mikroplastik-Teilchen gefunden.
2022 wurde erstmals auch im Schnee der Antarktis Mikroplastik nachgewiesen.

## Einlagerung
Die von sieben französischen, italienischen und Schweizer wissenschaftlichen Institutionen gegründete Ice Memory Foundation (dt. etwa Eisgedächtnis-Stiftung) hat sich das Ziel gesetzt, Eisbohrkerne aus ausgewählten bedrohten Gletschern über Jahrzehnte und Jahrhunderte sicher einzulagern. Dies soll bei −50 °C in der Ostantarktis in der Nähe der französisch-italienischen Forschungsstation Station Dome Concordia erfolgen. Damit will die Stiftung für zukünftige Forschung die im Gletschereis enthaltenen Informationen bewahren, die durch die weltweite Gletscherschmelze verlorenzugehen droht. Seit 2016 gewinnt die Stiftung in Zusammenarbeit mit anderen wissenschaftlichen Organisationen in Bohrkampagnen weltweit Eisbohrkerne von schrumpfenden Gletschern, beispielsweise in den französischen und Schweizer Alpen, in den bolivarischen Anden, im russischen Kaukasus und Altai und auf Spitzbergen.